# Toléper
Toléper est une localité du département de Dissin, dans la province d’Ioba (région du Sud-Ouest) au Burkina Faso. En 2006, cette localité comptait 544 habitants dont 49.5% de femmes.